# Постольська вузькоколійна залізниця
Посто́льська ву́зькоколі́йна залізни́ця (рос. Постольская узкоколейная железная дорога) — вузькоколійна залізниця, що функціонувала в XX столітті на території Зав'яловського району Удмуртії, Росія.
Залізниця була збудована найпершою в Удмуртії, перша дільниця (до села Можвай) була відкрита в 1909 році. Спочатку ширина колії становила 1000 мм. Залізниця слугувала для постачання на Іжевський залізоробний завод лісу та деревного вугілля. У 1914 році Мужвайська залізниця була продовжена і перейменована на Постольську. З 1920-х роках вона майже не використовувалась.
В 1930-х роках ширина колії змінилась на 750 мм, але колії на території Іжевського металургійного заводу лишались шириною в 1000 мм. В роки Другої світової війни, за значної потреби деревини, була проведена реконструкція залізниці на дільниці до Можвая, колія переведена на 1000 мм. При цьому використовувався рухомий склад Увинсько-Узгинської вузькоколійки, яку перебудували на ширококолійну.
У 1960-х роках ширина колії була знову замінена на 750 мм. Залізниця більше не мала сполучення з металургійним заводом, її власником став ліспромгосп. Існувало і пасажирське сполучення. Станом на 1992 рік залізниця належала Совникольському ліспромгоспу і мала в рухомому складі тепловози ТУ4. Регулярний рух на залізниці припинився в 1997 році. Остаточно вона була розібрана в 1999—2000 роках.